# Lepthercus confusus
Espèce
Lepthercus confusus est une espèce d'araignées mygalomorphes de la famille des Entypesidae.

## Distribution
Cette espèce est endémique du KwaZulu-Natal en Afrique du Sud,. Elle se rencontre vers le col Sani et uMuziwabantu.

## Description
Le mâle holotype mesure 11,40 mm et la femelle paratype 12,07 mm.

## Publication originale
- Ríos-Tamayo & Lyle, 2020 : The South African genus Lepthercus Purcell, 1902 (Araneae: Mygalomorphae): phylogeny and taxonomy. Zootaxa, no 4766(2), p. 261-305.